# Retour à Howards End
Pour plus de détails, voir Fiche technique et Distribution.
Retour à Howards End (Howards End) est un film britannique réalisé par James Ivory, sorti en 1992, tiré du roman Howards End de Edward Morgan Forster, publié en 1910.
Le film se déroule dans l'Angleterre du début du XXe siècle. Deux jeunes femmes fort émancipées, Margaret et Helen Schlegel, vont se lier d'amitié avec une famille traditionnelle, les Wilcox. La modernité des deux sœurs va créer des tensions et des drames chez les Wilcox, mais leurs destins sont maintenant liés.

## Synopsis
Henry et Ruth Wilcox, vieux couple fortuné de la haute société édouardienne, vivent dans leur vaste demeure avec leurs deux fils Charles et Paul et leur fille Evie. Charles est en voie de se marier avec la stupide Dolly, alors que Paul et Evie sont encore célibataires.
De leur côté, les deux sœurs Margaret et Helen Schlegel ainsi que leur frère Tibby habitent avec leur tante Juley dans une maison qu’ils doivent prochainement quitter, celle-ci devant laisser place à un immeuble.
La jeune Helen Schlegel, en séjour chez les Wilcox, qui avait un instant fantasmé après un simple flirt avec Paul, le fils aîné de ses hôtes, rencontre là sa première déconvenue sentimentale.
Quelque temps plus tard, elle et sa famille croisent à nouveau les Wilcox qui, pour le mariage de leur fils Charles, ont loué pour quelques semaines un appartement en face de chez eux.
Ruth Wilcox et Margareth Schlegel, qui s’était jadis croisées lors d’un voyage en Allemagne, se retrouvent avec plaisir. Margaret profite en effet de la proximité provisoire de leurs logis pour lui rendre visite. Âgée, de santé fragile et un peu neurasthénique, Ruth a perçu en la jeune femme un double d’elle-même à qui se confier. La nature douce, délicate et posée de Margaret charme Ruth, en mal d’affection dans son immense domaine, coincée entre un mari froid et distant et des enfants égoïstes et matérialistes. Elle est nostalgique de Howard’s End, le cottage dans lequel elle est née et a passé son enfance. Aussi, lorsque Margaret lui apprend qu’elle cherche un endroit où loger sa famille, elle envisage de le lui léguer.
Un hasard – Helen s’est emparée de son parapluie – met en contact Helen Schlegel et Leonard Bast, commis dans une société d’assurance et en couple avec Jacky, jeune femme grassouillette et un peu vulgaire. Venu chez les Schlegel le récupérer, car l’objet représente une certaine somme pour cet employé modeste, il fait connaissance avec un univers affranchi et raffiné, très au-dessus de son milieu d’origine (ouvriers agricoles) et suscite aussitôt la sympathie d’Helen, nature généreuse, entière et exaltée.
Pendant ce temps, Ruth, mourante, rédige au prix d’un ultime effort un testament léguant à Margaret son cottage. Mais, sitôt après les obsèques, un conseil de famille présidé par Henry Wilcox et auquel participent Evie, Charles et sa femme Dolly, qui n’est pas la moins avide, décide de détruire ce testament, qu’Evie brûle dans la cheminée après l’avoir déchiré en petits morceaux.
Cependant, quelque temps plus tard, le hasard fait que les Wilcox emménagent momentanément en face des Schlegel. Henry est ainsi amené à croiser Margaret et sympathise à son tour avec elle. Un jour, Leonard Bast passe chez les Schlegel alors qu’Henry Wilcox est présent. Après le départ de Léonard, Henry leur révèle que Porphyrion, la compagnie d’assurance dans laquelle Leonard travaille, va sans doute faire faillite et qu’il serait prudent pour lui de trouver dès à présent un autre employeur, ce qu’Helen s’empresse de répéter à l’intéressé, qui quitte son emploi pour en reprendre un autre, moins bien payé, à la Demster Bank. Mais celle-ci fait bientôt faillite tandis que Porphyrion échappe finalement à la déconfiture mais ne veut pas le reprendre. Léonard se retrouve ainsi, à 21 ans, sans emploi et pratiquement dans la misère.
Entretemps, l’affinité entre Henry et Margaret s’est à ce point affirmée qu’il la demande en mariage et qu’elle accepte immédiatement. Helen demande alors à sa sœur d’intervenir auprès d’Henry pour que celui-ci donne, ou à défaut trouve grâce à ses relations, un emploi à Leonard. Henry n’est-il pas en effet un peu responsable, par son « tuyau » erroné, de la situation dramatique dans lequel se trouvent désormais ce jeune homme et sa femme Jacky ?
Le jour de leurs fiançailles, Margaret transmet cette requête à Henry qui, raide et imbu de sa caste, se laisse difficilement convaincre, étant entendu que cela ne devra pas se renouveler.  Mais au cours des agapes, les Bast apparaissent et Jacky reconnaît bruyamment (elle a bu) en Henry un ancien « client », croisé à Chypre, au cours de sa jeunesse sans le sou et tumultueuse. Henry prend très mal d’avoir été confondu en public par une ex-prostituée dénuée de tact et, bien que Margaret lui pardonne aussitôt cette incartade de toute façon antérieure à leur rencontre, il ne veut plus entendre parler de Leonard et de sa femme, qui lui rappellent un épisode honteux de son existence.
Scandalisée par une telle insensibilité, Helen ne veut pas rester un instant de plus sous le même toit que sa sœur et son rigide mari, caricature pour elle de cette bourgeoisie égoïste et sans cœur qu’elle vomit. S’estimant elle aussi responsable de la déchéance de Leonard, elle offre à celui-ci cinq mille livres, que Leonard refuse. Un jour, au cours d’une promenade en barque, il lui explique comment il en est venu à épouser Jacky afin de lui éviter la déchéance. Puis, sa relation avec Helen prend un instant un tour plus charnel. Par la suite, Helen part en Bavière et rompt tous les ponts avec sa famille pendant plus de quatre mois, se limitant à envoyer de temps en temps une carte postale à sa tante, à son frère ou sa sœur. Lorsque Margaret fait part à son mari de son inquiétude pour l’équilibre mental de sa sœur, Henry Wilcox envisage de faire interner Helen.
Lorsqu’Helen réapparaît, elle est enceinte. Les Wilcox sont outrés. Helen révèle à sa sœur que c’est Leonard le père. Puis, elle fait un nouveau caprice : elle veut passer une nuit, une seule, à Howard’s End, ce qu’Henry refuse, dans la crainte que cette fille-mère ne s’incruste.
Pressé par Charles de lui révéler l’identité du « séducteur » de celle-ci, Tibby, le frère d’Helen, finit par lui avouer qu’il s’agit probablement de Leonard Bast.
Pendant ce temps, ce dernier décide de se rendre à Howard’s End. Là, il est surpris par Charles qui, pour le châtier, le frappe avec le plat d’une épée de famille. Leonard, qui ploie sous les coups, s’accroche alors à une lourde bibliothèque qui bascule, l’écrase et le tue.
La police se présente et Charles qui, stupidement, ne cèle rien des circonstances de la mort de Leonard, est emmené par la police. Révoltée par cette tragédie et écœurée par ses causes, Margareth déclare alors à Henry qu’elle le quitte. Accablé par tant d’infortunes, aussi soudaines qu’inattendues, celui-ci fond en larmes.
L’été suivant, un nouveau conseil de famille réunit les Wilcox, sans Charles, représenté par sa femme Dolly, mais cette-fois en présence de Margaret, revenue auprès de son mari. Il est formellement entendu que Margaret héritera de Howard’s End à la mort d’Henry, elle-même laissant à sa mort le domaine à son neveu, le fils d’Helen et de Leonard.
Alors que les enfants repartent, Dolly évoque étourdiment auprès d'Evie, qui lui intime l'ordre de se taire, le testament de Ruth qui, déjà, avait donné Howard’s End à Margaret. Celle-ci, qui a entendu, questionne alors son mari, qui lui confirme qu’effectivement Ruth avait griffonné un mot en ce sens juste avant de mourir, mot qu’il dit avoir jeté tandis qu’il pose cette simple question : « Je n’ai pas mal fait non ? »

## Fiche technique
- Titre : Retour à Howards End
- Titre original : Howards End
- Réalisation : James Ivory
- Scénario : Ruth Prawer Jhabvala d'après Howards End roman d'Edward Morgan Forster
- Directeur de la photographie : Tony Pierce-Roberts
- Décors : Luciana Arrighi
- Musique : Richard Robbins
- Production : Ismail Merchant
- Distribution : Sony Pictures Classics, Pyramide Distribution
- Pays d'origine :  Royaume-Uni
- Langue : anglais
- Budget : 8 000 000 $ (estimation)
- Genre : Comédie dramatique
- Durée: 2h22
- Sortie aux Québec : 22 mai 1992

## Distribution
- Anthony Hopkins (VF : Bernard Dhéran) : Henry Wilcox
- Vanessa Redgrave (VF : Nadine Alari) : Ruth Wilcox
- Helena Bonham Carter (VF : Rafaèle Moutier) : Helen Schlegel
- Emma Thompson (VF : Frédérique Tirmont) : Margaret Schlegel
- James Wilby (VF : Pierre-François Pistorio) : Charles Wilcox
- Samuel West (VF : Serge Faliu) : Leonard Bast
- Simon Callow (VF : Patrick Préjean) : le conférencier
- Prunella Scales (VF : Monique Mélinand) : tante Juley
- Jemma Redgrave (VF : Aurélia Bruno) : Evie Wilcox
- Adrian Ross Magenty (VF : Franck Capillery) : Tibby Schlegel
- Joseph Bennett : Paul Wilcox
- Susie Lindeman (VF : Kelvine Dumour) : Dolly Wilcox
- Nicola Duffett (VF : Marie-Laure Beneston) : Jacky Bast
- Mark Payton (VF : Bernard Gabay) : Percy Cahill
- Jo Kendall : Annie
- Barbara Hicks : Miss Avery
- Peter Cellier : le colonel Fussell
- Crispin Bonham-Carter : Albert Fussell

## Nominations et récompenses
- Festival de Cannes : Prix du 45e anniversaire du Festival International du Film 1992
- César 1993 : Nomination Meilleur film étranger
- Oscar 1993 : Oscar de la meilleure actrice pour Emma Thompson, de la meilleure adaptation pour Ruth Prawer Jhabvala et des meilleurs décors pour Luciana Arrighi et Ian Whittaker
- Golden Globe 1993 : Prix de la Meilleure actrice dans un drame pour Emma Thompson
- BAFTA du meilleur film 1992